# Артур и месть Урдалака
«Артур и месть Урдалака» (фр. Arthur et la Vengeance de Maltazard) — фильм режиссёра Люка Бессона 2009 года.

## Сюжет
В мире минипутов идёт подготовка к полнолунию, во время которого к ним должен прийти в гости Артур — наследный принц, возлюбленный принцессы Селении. Тем временем в мире людей папа Артура ловит пчелу, случайно залетевшую к ним на веранду. Он очень отрицательно относится к этим насекомым, так как боится за своего сына, у которого на пчёл аллергия. Самого Артура дома нет: он проходит различные испытания бонго-матассалаев. Ему приходится оставаться наедине с природой, сливаться с окружающим пейзажем, находиться среди животных. К нему прибегает пёс Альфред, и Артур бежит домой, где спасает пчелу из-под стакана. Вернувшийся папа недоумевает и замечает на стакане отпечатки пальцев, и в этот момент пчела мстит ему ужаливанием, а мама, испуганная его криком, случайно прыскает спрей от насекомых ему в лицо. Возвращаются дедушка и бабушка, и Артур рассказывает дедушке о своём посвящении. Папа следует за вышеуказанной пчелой и выходит к лесному улью, где его останавливают бонго-матассалаи, когда он хочет бросить в этот улей камень. Он получает выговор и дома от своего тестя, который предупреждает, что не позволит никому в своём доме причинять вред другому живому существу. Мама, в отличие от папы, мягко относится ко всему происходящему и, догадавшись, что Артур выпустил пчелу, лишь напоминает ему об осторожности и аллергии. Она не верит, что он побывал в волшебном королевстве минипутов, но готова слушать его рассказы обо всём, в частности, о принцессе Селении. Мальчик тайком запускает по комнате новый игрушечный поезд с муравьями вместо пассажиров.
Папа, рассерженный тем, что всё идёт не так, как он хотел бы, сообщает маме и Артуру, что они уезжают сегодня, а не завтра, как планировалось. Артур умоляет папу подождать до завтра, и к нему присоединяется мама, но папа непреклонен. Во-первых, он не хочет подвергать опасности сына с его аллергией, а во-вторых, через два дня начинается учебный год. Во время сборов Артур получает от крохотного паучка зёрнышко риса с надписью «Помогите», о чём немедленно рассказывает дедушке. Ему приходится поехать с родителями, и Альфред бежит за их машиной. Дедушка рассказывает о послании бабушке, и та запрещает ему отправляться вместо Артура, потому что не хочет снова его потерять. Посреди ночи дедушка просыпается и видит, как бонго-матассалаи готовятся к перемещению. Неожиданно для него прибегает Артур: когда родители остановились на заправке и по разным причинам вышли из машины, он сбежал, оставив вместо себя под одеялом Альфреда, всё это время бежавшего за ними. Луна скрывается за тучами, и с помощью телескопа проникнуть к минипутам не получается, поэтому бонго-матассалаи прибегают к методу лиан — довольно опасному. Артур готов на всё. Лианы сжимают мальчика так сильно, что постепенно выжимают из него почти всю воду. Таким образом, Артур в капле попадает под землю и уже там превращается в минипута. Его родители также возвращаются сюда, обнаружив Альфреда, и по дороге они сталкиваются с бараньим стадом, из-за чего папа повреждает машину. Пока бабушка успокаивает маму, папа выходит на откровенный разговор с дедушкой: он не хочет быть строгим с Артуром, он просто стремится, чтобы его любимый, такой маленький и беззащитный мальчик никак не пострадал. Дедушка понимает и поддерживает его.
Артур попадает прямо в бар Макса, и тот радушно принимает его как старого знакомого. Он рассказывает, что после поражения Урдалака все местные на Пятом континенте живут счастливо, и, хотя теперь в городе всем заправляет какой-то новый неприятный тип, с ним гораздо проще, чем с Урдалаком. Повсюду снуют его стражи порядка, называемые единорогами. Артур спрашивает у Макса, не случилось ли что-нибудь с Селенией и королевской семьёй, но Макс ничего тревожного не слышал. Тут Артур замечает, что принца Барахлюша схватили единороги, и с помощью Макса, который мастерски умеет отвлекать внимание, сбегает с Барахлюшем в Первое королевство. Наутро они прибывают к минипутам, и Артур узнаёт, как сильно его все ждали и как расстроились, когда он не появился при свете луны. Селения от огорчения отправилась на прогулку развеяться и пока не вернулась.
В момент, когда Артур и крот Миро разговаривают в комнате принцессы, стражник кричит, что она пришла к воротам. Радостный Артур сталкивается с ней лицом к лицу, но открывшиеся до конца ворота демонстрируют ему страшную правду — Селения в заложниках у Урдалака. Артур мгновенно догадывается, что просьба о помощи на рисовом зёрнышке была сфальсифицирована. Урдалак раскрывает свой план: он хочет перебраться в большой мир, более соответствующий его таланту завоевателя. Когда он лишился своего дворца и армии, то решил отомстить Артуру и стал искать подходящий способ. По подсказке какого-то жучка он проник на кухню и из укромного места наблюдал за членами его семьи. Узнав, что сегодня будет полнолуние, Урдалак понял, что это его шанс, но, к несчастью, папа решил уехать как раз перед перемещением. Тогда Урдалак отправил послание Артуру, зная, что он не откажет в помощи никому из минипутов и особенно Селении. Теперь он хочет переместиться по телескопу вместо мальчика. Благодаря Артуру Урдалак выпускает из рук Селению, а Миро отправляет Урдалака по телескопу на большой скорости посредством пружины. Вылетев из телескопа, Урдалак приземляется в лесу, где его встречает, принимает за Артура и пугается папа. Урдалак зловеще хохочет, пугая всех лесных жителей, от того, что его план удался. К несчастью, бонго-матассалаи, дедушка и бабушка обнаруживают, что телескоп пострадал, и Артур уже не сможет переместиться по нему обратно.

## В ролях
- Фредди Хаймор — Артур
- Селена Гомес — принцесса Селения (озвучивание)
- Миа Фэрроу — Дейзи, бабушка Артура
- Рон Кроуфорд —  Арчибальд, дедушка Артура
- Пенни Бальфур — Роза, мама Артура (англ. Penny Balfour)
- Роберт Стэнтон — Арман, папа Артура
- Мэтью Гондэр — Мракос, сын Урдалака
- Лу Рид — Урдалак
- Снуп Дог — Макс

## Отзывы
Фильм на Западе был плохо встречен критиками. Мэтью Тёрнер из ViewLondon присудил фильму одну звезду из пяти, отметив хорошую озвучку Лу Ридом главного злодея, но посетовав на посредственную режиссуру и сценарий. Йозеф Проймакис из Греции поставил лишь на пол-звезды больше. Сухдев Санду в статье для «Daily Telegraph» написал, что молодой главный герой, появляется ли он в обычной форме или анимационной, похож на беженца из киберпанка начала 1980-х годов.
В России положительных отзывов примерно столько же, сколько и отрицательных; бывают они и смешанными. Например, Алёна Сычёва на сайте ProfiCinema заметила, что фильм нужно рассматривать как фрагмент большой истории, и обратила внимание на очарование минипутского мира и его героев, чьи приключения она назвала довольно динамичными и увлекательными. Олег Денежка, обозреватель портала «КиноКадр», также увидел в фильме немало плюсов. Он утверждал, что достоинств у него много, а недостаток только один: бывает уныло. По словам критика, «зрелище вышло красивым, как Версаль, но, к сожалению, однообразным, как МКАД», и действие в фильме заканчивается, не успев начаться. Вита Рамм из газеты «Известия» посчитала, что фильм распадается на несколько частей: сначала Бессон показывает кукольный сокращённый вариант фильма «Микрокосмос», затем обряд инициации Артура, и в третьей новелле мальчик устремляется на помощь к минипутам. Юлия Соха высказалась по поводу сочетания фильма и мультфильма так: «Сочетание игрового кино и анимации — идея хорошая, особенно если рассматривать её как способ разграничить мир людей и мир минипутов. Поэтому анимационный минипутоподобный Артур кажется заводной игрушкой и неохотно отождествляется с его человеческим образом». Ярослав Забалуев из онлайн-издания «Газета.ру» сказал, что фильм Люка Бессона не хуже, а местами даже и лучше поднадоевших мультфильмов студии Pixar.
В то же время Стас Елисеев на страницах издания «TimeOut Москва» объяснил желание Люка Бессона клепать средней руки детский продукт тем, что у режиссёра много детей. Обозреватель портала «Киноафиша России» Александр Казанцев отметил, что «в творчестве Бессона последние лет десять преобладает вовсе не реалистичность, а динамизм и цветастость, и серьёзных соперников в этом за пределами Голливуда у него пока не наблюдается». На сайте «КиноТеатр» Макс Милиан заявил о том, что Люк Бессон «исписался» и копирует свои старые шедевры: по мнению критика, в фильме можно увидеть всё тех же персонажей из «Подземки» и «Пятого элемента», а в глаза будет бросаться красный цвет волос принцессы Селении.
Были в России и однозначно отрицательные рецензии. Иван Данилов не увидел в фильме никаких оригинальных ходов: «Бессон, хладнокровно программируя свой фильм на успех, просто-напросто пихает в него все тренды, все шаблоны, все трюки, которые есть в жанре сказки, немного переиначивая их на свой лад. И никакой души во всём этом пёстром калейдоскопе не чувствуется».